# Canthus rostralis

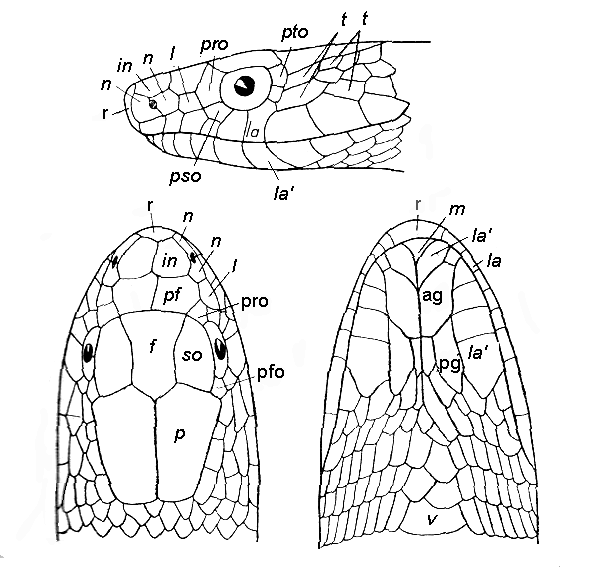
Ângulos a serem medidos na parte plana e lateral da cabeça de répteis

Canthus rostralis é o ângulo entre a parte plana da cabeça e a área entre o olho e o focinho presente em anfíbios e répteis.